# John Paul Getty Jr.
Pour les articles homonymes, voir Getty.
Paul Getty (né sous le nom d'Eugene Paul Getty le 7 septembre 1932 et mort le 17 avril 2003), plus connu sous le nom de John Paul Getty Jr. ou de Getty II, est un philanthrope et collectionneur de livres britannique. Il est le troisième des cinq fils de J. Paul Getty (1892–1976), l'un des hommes les plus riches du monde à l'époque, et de sa quatrième épouse, Ann Rork. La fortune de la famille Getty (en) était le résultat de l'entreprise pétrolière fondée par George Getty. L'un de ses fils, Mark (en), a cofondé la société de médias visuels Getty Images.
À la naissance, on lui donne le nom d'Eugene Paul Getty, mais plus tard dans sa vie, il adopte d'autres noms, notamment Paul Getty, John Paul Getty, Jean Paul Getty Jr. et John Paul Getty II. En 1973, son fils John Paul Getty III est enlevé en Italie et retenu captif, car J. Paul Getty refuse de payer une rançon. En 1986, il reçoit un titre de  chevalier honoraire pour ses services à des causes allant du cricket, à l'art et au Parti conservateur. Son titre de chevalier honoraire deviendra finalement substantiel lors de l'acquisition requise de la citoyenneté britannique. Anglophile de longue date, il devient citoyen britannique en 1997. En 1998, il change de nom par acte formaliste unilatéral lorsqu'il renonce au prénom Eugene et souhaite être connu sous le nom de Paul Getty.

## Biographie

### Jeunesse et formation
John Paul Jr. est né à bord d'un navire au large de Gênes en Italie, le 7 septembre 1932, alors que ses parents Ann et J. Paul Getty sont en voyage. Sa naissance est enregistrée à La Spezia sous le nom d'Eugenio Paul Getty, après que le notaire italien ait mal entendu le nom de John. Il modifiera légalement son nom auprès des autorités italiennes en John Paul en 1958.
Il grandit d'abord à Los Angeles en Californie. Le mariage de ses parents est troublé par les longues absences de J. Paul à l'étranger et sa distance émotionnelle. Ann Getty divorce de J. Paul Getty Sr. en 1936 à Reno au Nevada, alléguant la cruauté émotionnelle et la négligence. Elle reçoit 1 000 $ par mois en pension alimentaire pour chacun de ses fils, Paul Jr. et Gordon.
En 1938, Ann épouse son troisième mari, Joseph Stanton McInerney, et la famille déménage à San Francisco. Paul Jr. étudie au St. Ignatius College Preparatory et à l'université de San Francisco, deux écoles jésuites. Tout au long de son adolescence, il manifeste un grand intérêt pour la littérature et la musique, encouragé par sa mère. En 1950, il est enrôlé pour servir dans la guerre de Corée, passant sa durée d'enrôlement au quartier général américain à Séoul. Après sa libération, il rencontre Abigail Harris, la fille d'un éminent juge fédéral de San Francisco, et les deux se marient début 1956. Son premier enfant, John Paul Getty III nait en 1956. L'année suivante, il approche son frère Gordon, vice-président de la filiale Tidewater Petroleum (en) du groupe Getty, pour demander un emploi. Son frère lui confie un travail de pompiste dans une station-service Tidewater du comté de Marin,. Après un an, son père, qu'il n'avait pas vu depuis 12 ans, est assez favorablement impressionné pour inviter sa famille et lui à Paris, où il offre à Paul Jr. le poste de président de la filiale italienne de Getty Oil à Rome.

### Mariages
Son premier mariage est avec Abigail « Gail » Harris, une ancienne championne de water-polo. Ils divorcent en 1964, après avoir eu quatre enfants dont John Paul Getty III et Mark Getty (en).

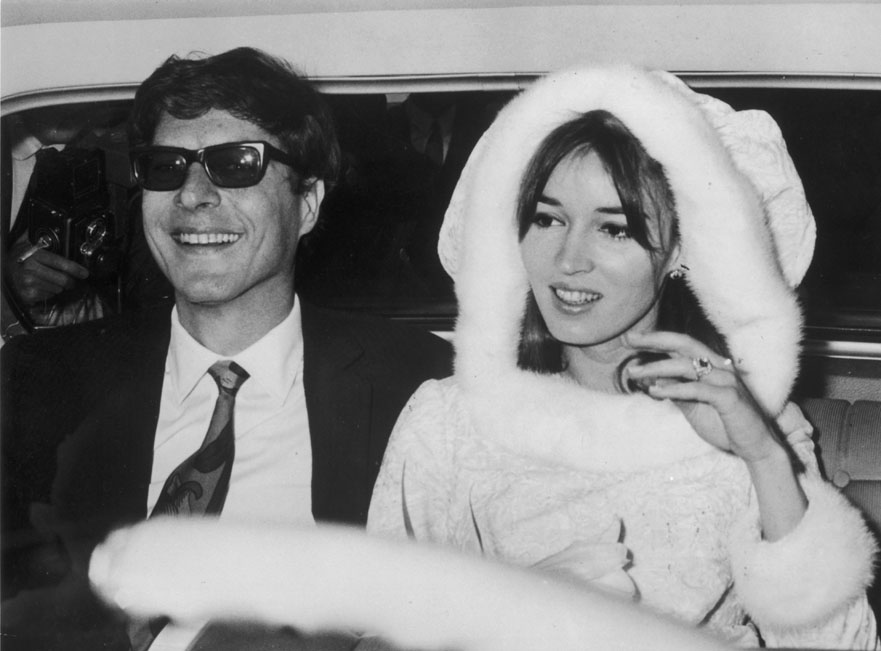
Paul Jr. avec sa seconde épouse, Talitha Pol, immédiatement après leur mariage à la mairie de Rome en décembre 1966.

Son deuxième mariage est avec l' actrice, mannequin et icône de mode néerlandaise Talitha Pol, belle-fille de Poppet, la fille du peintre Augustus John, le 10 décembre 1966. Les deux posent pour une photographie emblématique sur un toit à Marrakech en janvier 1969. La photo, prise par Patrick Lichfield, montre Talitha Getty accroupie appuyée contre un mur et son mari en arrière-plan en djellaba à capuche et lunettes de soleil. Elle est publiée dans American Vogue puis à nouveau dans le numéro de septembre 1999 et fait partie de la collection de la National Portrait Gallery de Londres. Deux ans et demi après la prise de la photo, Talitha décède d'une overdose d'héroïne le 11 juillet 1971. Elle laisse dans le deuil son fils avec Getty, Tara Gabriel Gramophone Galaxy Getty (né en juin 1968), qui deviendra écologiste en Afrique. En 1994, il se marie pour la troisième fois à Victoria Holdsworth (en).

### Problèmes personnels
Après avoir épousé Talitha en 1966, le couple se plonge dans la contre-culture des années 1960, vivant entre Rome et Marrakech. Lors d'un voyage en Thaïlande, le couple développe de graves addictions à l'héroïne. Lorsque Getty Sr., qui abhorre toute forme de drogue, entend parler de la dépendance de son fils, il insiste pour qu'il devienne sobre. Paul Jr. refuse et présente sa démission de Getty Oil Italiana. Le couple vit des revenus de la fiducie familiale, qui s'élèvent à 100 000 $ par an. En 1969, lui et Talitha se séparent quand elle décide de devenir sobre. Il achète le n°16 Cheyne Walk à Chelsea, où l'artiste victorien Dante Gabriel Rossetti a vécu dans les années 1860, pour Talitha et leur fils Tara, pendant qu'il reste à Rome.

### Mort de Talitha
Après avoir vécu séparément pendant plusieurs années, Talitha, qui est sobre à l'époque, demande le divorce à Paul Jr. début 1971. Toujours amoureux de sa femme, il insiste pour qu'elle vienne à Rome pour tenter de se réconcilier. Lorsque son avocat lui dit que la procédure de divorce sera plus facile si elle peut prouver qu'elle a tenté de se réconcilier avec Paul, elle part pour Rome le 9 juillet. Le matin du 11 juillet 1971, elle est retrouvée morte dans l'appartement de Getty sur la Piazza d'Aracoeli (en). L'autopsie conclut à la présence d'alcool et de barbituriques dans son corps, mais des rumeurs éclatent selon lesquelles elle aurait rechutée dans l'héroïne alors qu'elle passait du temps avec Getty, qui était toujours dépendant.
En décembre 1971, les autorités italiennes annoncent qu'une enquête sera menée sur la mort de Talitha à partir de mars 1972. Elles demandent à Getty de rencontrer des enquêteurs pour décrire les circonstances entourant sa mort. Craignant que sa propre toxicomanie ne le conduise à être inculpé et potentiellement emprisonné, Getty part pour l'Angleterre. Il ignore une demande ultérieure d'un juge italien de retourner en Italie pour l'enquête. Ni mandat d'arrêt ni demande d'extradition n'ont jamais été délivrés puisque Getty n'était pas suspect dans la mort de Talitha, mais il n'est plus jamais retourné en Italie de peur d'être incarcéré.

### Enlèvement de son fils
Après la mort de sa deuxième épouse, Getty se reclut pendant un certain temps et sa dépendance à l'héroïne s'aggrave, alimentée par la culpabilité dans la mort de sa femme.
À Rome, le 10 juillet 1973, des membres de la 'Ndrangheta enlèvent John Paul Getty III, son fils de 16 ans, et exigent une rançon de 17 millions $ (équivalent à 112 millions $ en 2022) pour le libérer. Cependant, la famille soupçonne un stratagème de l'adolescent rebelle pour soutirer de l'argent à son grand-père avare. Getty Jr. demande l'argent à son père J. Paul Getty mais il refuse, arguant que ses 13 autres petits-enfants pourraient également devenir des cibles d'enlèvement s'il payait.
En novembre 1973, une enveloppe contenant une mèche de cheveux et une oreille humaine arrive dans un quotidien. La deuxième demande de rançon avait été retardée de trois semaines par une grève de la poste italienne. La demande menace de mutiler davantage Paul à moins qu'une rançon de 3,2 millions $ ne soient versée. La demande indique : « C'est l'oreille de Paul. Si nous ne recevons pas d'argent dans les 10 jours, l'autre oreille arrivera. En d'autres termes, il arrivera en petits morceaux ».
Lorsque les ravisseurs réduisent finalement leur demande à 3 millions $, J. Paul Getty accepte de ne pas payer plus de 2,2 millions $ (équivalent à 14,5 millions $ en 2022), le maximum qui serait déductible d'impôt. Il prête à Getty Jr. les 800 000 $ restants à 4 % d'intérêt. Le petit-fils de Getty est retrouvé vivant le 15 décembre 1973 dans une station-service de Lauria dans la province de Potenza, peu après le paiement de la rançon. Neuf personnes associées à la 'Ndrangheta sont plus tard arrêtées pour l'enlèvement, mais seulement deux sont condamnées. Getty III est définitivement affecté par le traumatisme et devient toxicomane. Après un accident vasculaire cérébral provoqué par un cocktail de drogues et d'alcool en 1981, il reste muet, presque aveugle et partiellement paralysé pour le restant de sa vie. Il meurt le 5 février 2011 à l'âge de 54 ans.
Parmi les neuf ravisseurs appréhendés se trouvent Girolamo Piromalli (en) et Saverio Mammoliti (en), membres de haut rang de la 'Ndrangheta, une organisation mafieuse de Calabre. Deux des ravisseurs sont reconnus coupables et envoyés en prison; les autres sont acquittés faute de preuves, y compris les patrons de la 'Ndrangheta. La majeure partie de l'argent de la rançon n'a jamais été récupérée,.

### Vie ultérieure
Après la mort de son père en 1976, Getty passe la décennie suivante à souffrir de dépression et entre à la London Clinic (en) en 1984. Pendant son séjour, il reçoit la visite de Margaret Thatcher, qui est à l'époque Première ministre, pour le remercier de ses dons importants à la National Gallery. Au cours d'une période creuse dans les années 1970, Getty est soutenu par l'ancien joueur de cricket anglais et plus tard président du MCC, Gubby Allen (en), après avoir été initié au jeu par  Mick Jagger des Rolling Stones.
Paul III lutte contre un trouble de stress post-traumatique dû à sa captivité et à l'alcool et la drogue. En avril 1981, il subit une overdose de drogue qui le laisse paralysé et presque aveugle. En novembre suivant, sa mère Gail poursuit son ex-mari pour obtenir 25 000 $ par mois pour subvenir aux frais médicaux de leur fils. Bien qu'il gagne plus de 20 millions $ par an grâce à sa fiducie familiale, Paul II refuse de payer le traitement, laissant son frère, Gordon, payer les dépenses de son neveu. Le juge du contentieux qui permet que l'affaire soit jugée réprimande Paul Jr. de la sorte : « M. Getty devrait avoir honte de dépenser beaucoup plus d'argent pour ses obligations judiciaires que de respecter ses devoirs moraux ». Prétendant qu'il doute de la gravité de l'état de son fils, Getty envoie son avocat à Los Angeles pour le confirmer et accepte finalement de payer les frais.

### Wormsley Park
Au cours de son séjour de neuf mois à la London Clinic, Getty achète un domaine délabré à l'ouest de Londres nommé Wormsley Park (en), sur les conseils de son ami proche Christopher Gibbs (en). Après sa sortie de désintoxication en mars 1986, il se consacre à la rénovation de ce manoir du XVIIIe siècle et à la restauration des 3 000 acres de parc. Cela comprend la création d'un parc aux cerfs (en), le reboisement de 1 500 acres de forêt de hêtres et le dragage d'un lac artificiel de quatre acres avec de l'eau puisée dans un aquifère à 120 mètres sous terre. Parallèlement à la restauration du manoir géorgien, Getty ajoute une annexe en silex local au manoir pour abriter sa vaste bibliothèque, une piscine intérieure chauffée et une réplique du terrain de cricket The Oval. Pour loger son fils handicapé, il fait construire un chalet accessible près de la piscine, d'où il peut faire ses exercices de rééducation aquatique. Le projet de six ans coûte environ 60 millions £.
À Wormsley, Getty accueille sa famille séparée et améliore ses relations avec ses enfants et son ex-femme. Pour inaugurer son terrain de cricket professionnel, il organise un match en septembre 1992 mené par Imran Khan et Bob Wyatt (en), avec le Premier ministre John Major et la reine mère Elizabeth Bowes-Lyon comme invités d'honneur. Son onze de cricket éponyme comprend des stars du cricket du passé et du présent rassemblées par ses directeurs de cricket honoraires, Brian Johnston (en) (1992–1993) et Colin Ingleby-Mackenzie (1994–2006).

### Mort
Getty meurt à 70 ans le 17 avril 2003, après avoir été admis en traitement à la London Clinic (en) pour une infection pulmonaire.

## Philanthropie
Getty fait don de plus de 140 millions £ à des causes artistiques et culturelles dont la National Gallery qui en reçoit 50 millions. Il est nommé Chevalier de l'Ordre de l'Empire britannique en 1987, mais en tant que ressortissant étranger ne peut utiliser le titre « Sir ». En décembre 1997, il obtient la citoyenneté britannique et renonce à sa citoyenneté américaine. La reine Élisabeth II aurait commenté : « Maintenant, vous pouvez utiliser votre titre. N'est-ce pas gentil ? ».
Getty a été président du Surrey County Cricket Club et a donné de l'argent au Lord's Cricket Ground pour construire une nouvelle tribune. Il combine ses amours du cricket et des livres lorsqu'il achète l'éditeur Wisden qui édite le célèbre almanach de cricket. Getty fait construire une bibliothèque importante à Wormsley, rassemblant des trésors tels qu'une première édition de Chaucer, la copie annotée par Ben Jonson de  Spenser, et des premiers textes de William Shakespeare. Il est un membre notable du sélectif Roxburghe Club, célèbre parmi les collectionneurs de livres.
Sa fortune personnelle est estimée à 1,6 milliard £. Ses dons comprennent un soutien à la National Gallery, au British Museum, au British Film Institute, à la cathédrale de Hereford, à la cathédrale Saint-Paul de Londres, au Imperial War Museum, et à l'église St James. Certains de ses dons, y compris des contributions aux achats des Trois Grâces de Canova par les Galeries nationales d'Écosse et de la Vierge aux œillets de Raphaël, ont déjoué les efforts d'acquisition du J. Paul Getty Museum doté par son père. En juin 2001, Getty donne 5 millions £ au Parti conservateur. Il dote une fiducie caritative de 20 millions £ pour soutenir les arts, la conservation et la protection sociale.

## Dans la culture populaire
Getty Jr. est interprété par Andrew Buchan dans le film Tout l'argent du monde et par Michael Esper dans la série TV Trust, qui traitent tous les deux de l'enlèvement de Getty III.